# Jüdischer Friedhof (Kamenná)
Koordinaten: 49° 47′ 38,1″ N, 14° 10′ 48″ O

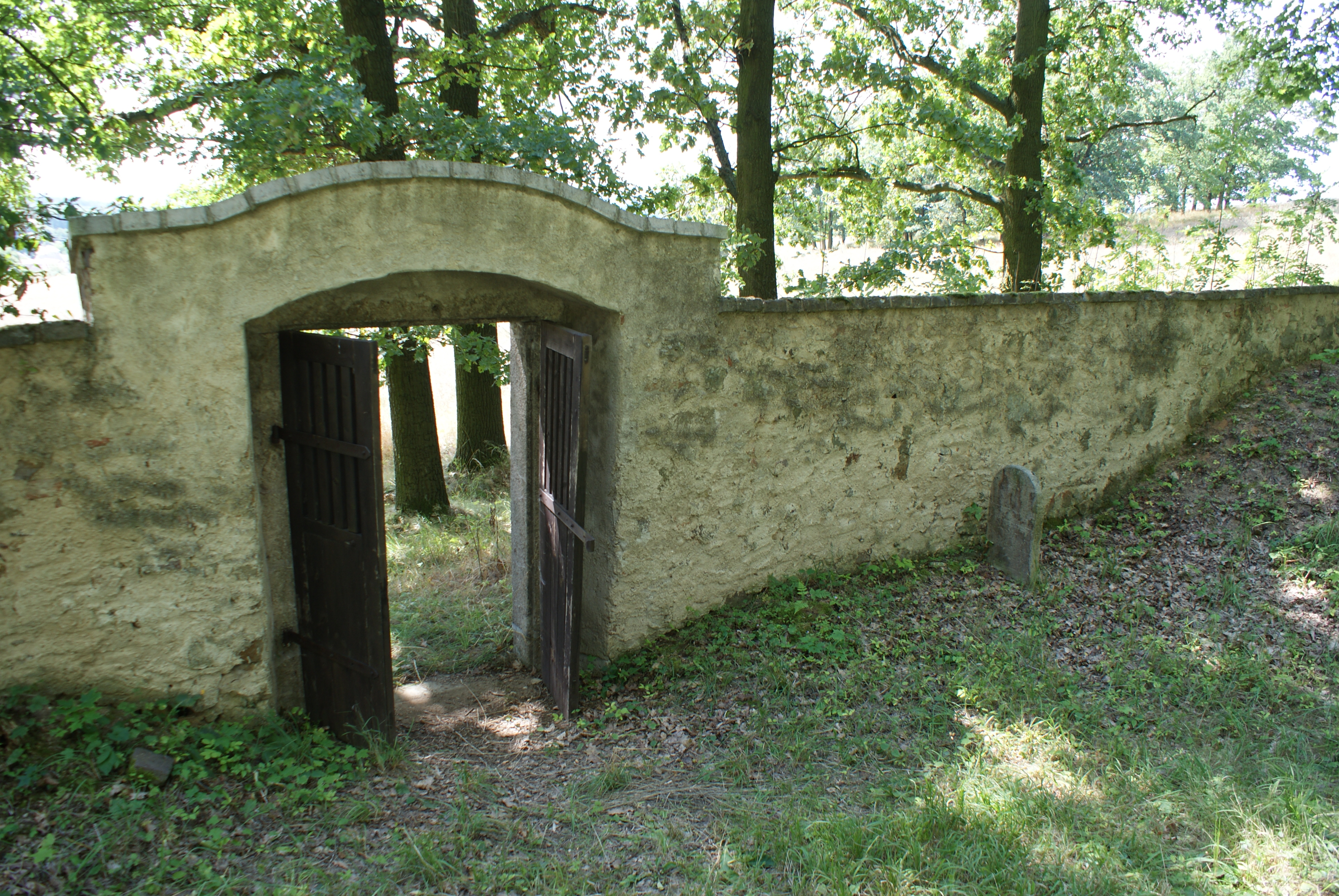
Eingang zum jüdischen Friedhof in Kamenná

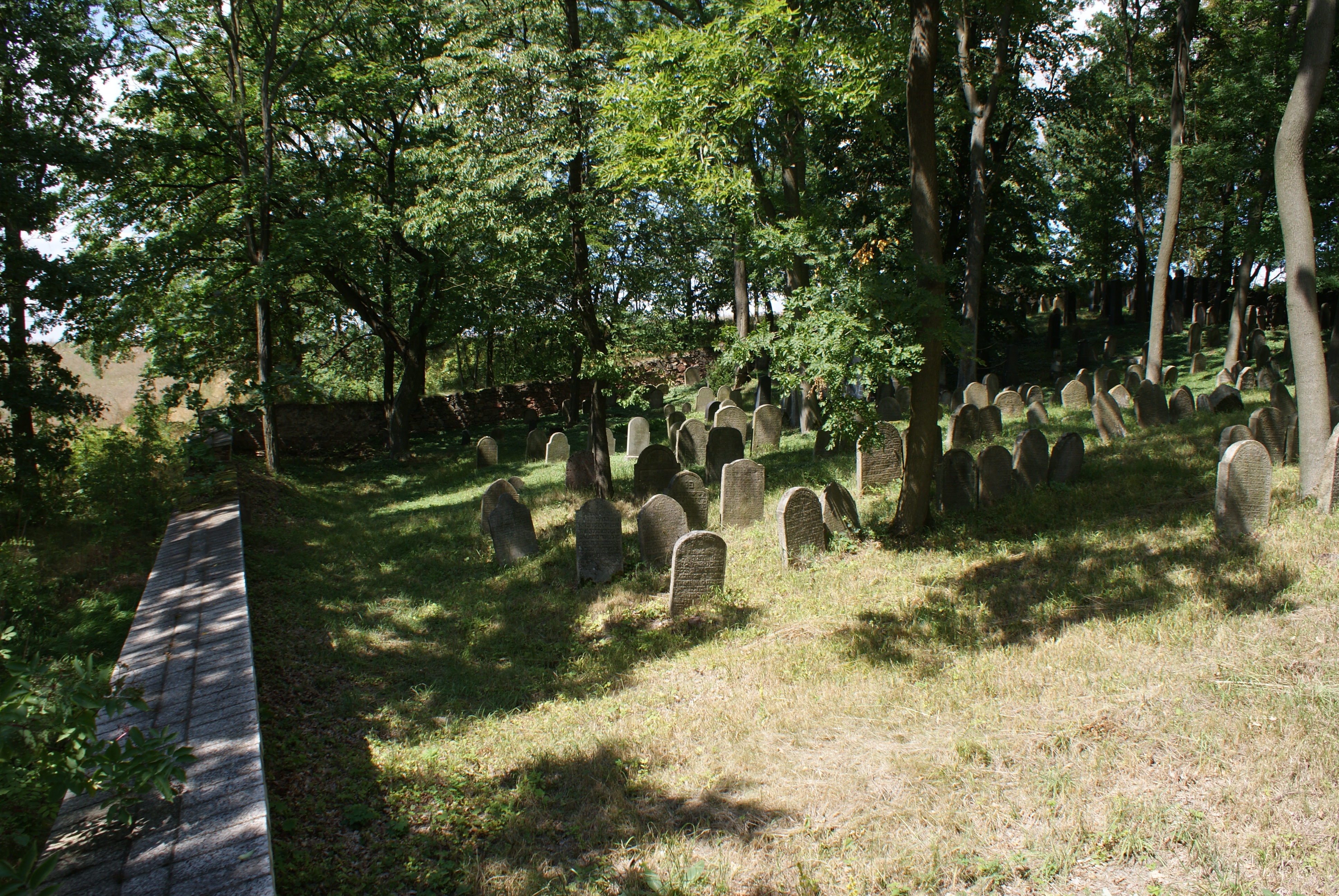
Ansicht des Friedhofs

Der Jüdische Friedhof in Kamenná, einem Ortsteil der Gemeinde Milín im tschechischen Okres Příbram der Region Středočeský kraj (deutsch Mittelböhmische Region), wurde vermutlich Anfang des 17. Jahrhunderts angelegt. Der jüdische Friedhof ist seit 1988 ein geschütztes Kulturdenkmal.
Die ältesten Grabsteine (Mazevot) auf dem Friedhof stammen aus der zweiten Hälfte des 17. Jahrhunderts.